# Noordelijke zeeolifant
De noordelijke zeeolifant (Mirounga angustirostris) is een van de twee soorten zeeolifanten. Hij behoort tot de familie van zeehonden en heeft geen uitwendige oren.

## Kenmerken
De noordelijke zeeolifant kan drie tot vijf meter lang worden. Mannetjes kunnen tot 2.500 kg wegen, vrouwtjes tot 800 kg. Hij eet 20 tot 50 kilo per dag.

## Bescherming
Het was een bedreigde diersoort en stond aan het einde van de 19e eeuw op het punt van uitsterven. Dankzij de beschermde status die ze sinds de 20e eeuw hebben is de populatie inmiddels weer toegenomen tot meer dan 100.000 exemplaren.

## Verspreiding
De noordelijke zeeolifant komt voor aan de kusten van de oostelijke Stille Oceaan, van Alaska en British Columbia tot aan Baja California. De soort duikt meestal 300 tot 800 meter diep om voedsel te zoeken. Mannetjes kunnen tot wel 1500 meter diep duiken.

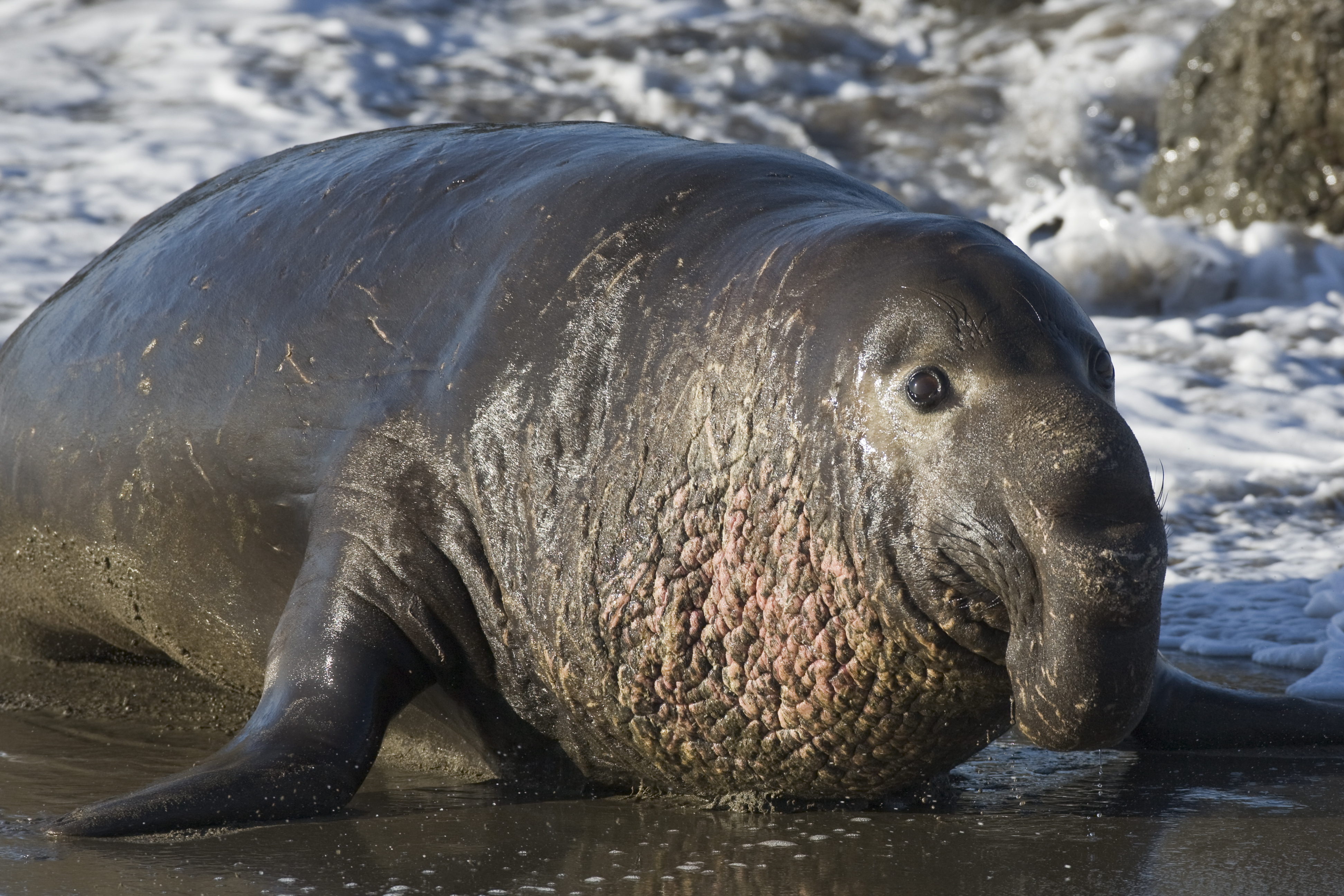
Volwassen mannetje met slurf
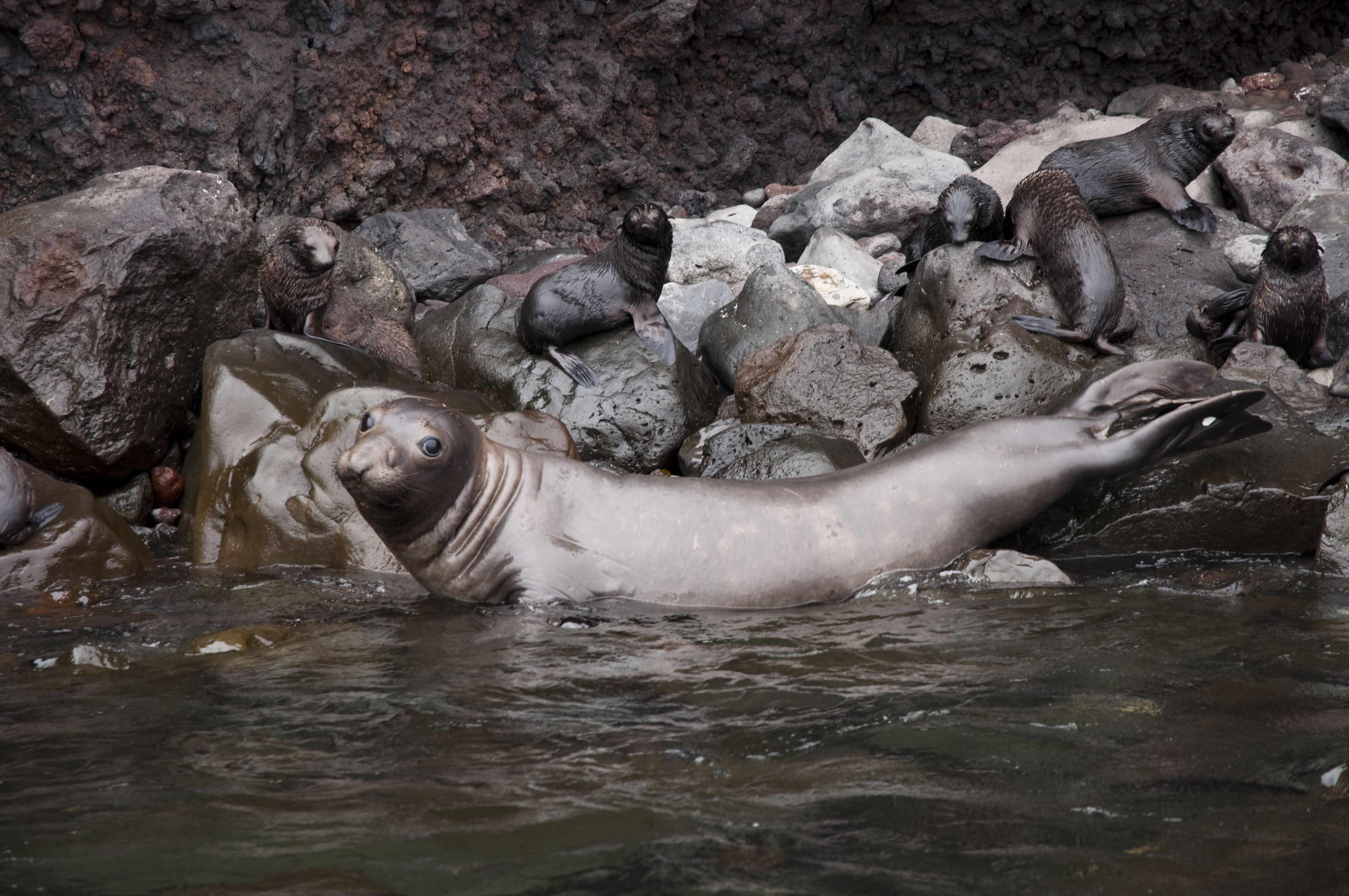
Zeeolifanten van Isla Guadalupe